# Хочунджі
Хочунджі (рум. Hociungi) — село у повіті Нямц в Румунії. Входить до складу комуни Молдовень.
Село розташоване на відстані 269 км на північ від Бухареста, 33 км на схід від П'ятра-Нямца, 72 км на південний захід від Ясс.

## Населення
За даними перепису населення 2002 року у селі проживали 1075 осіб, усі — румуни. Усі жителі села рідною мовою назвали румунську.